# Österåkersdräkten

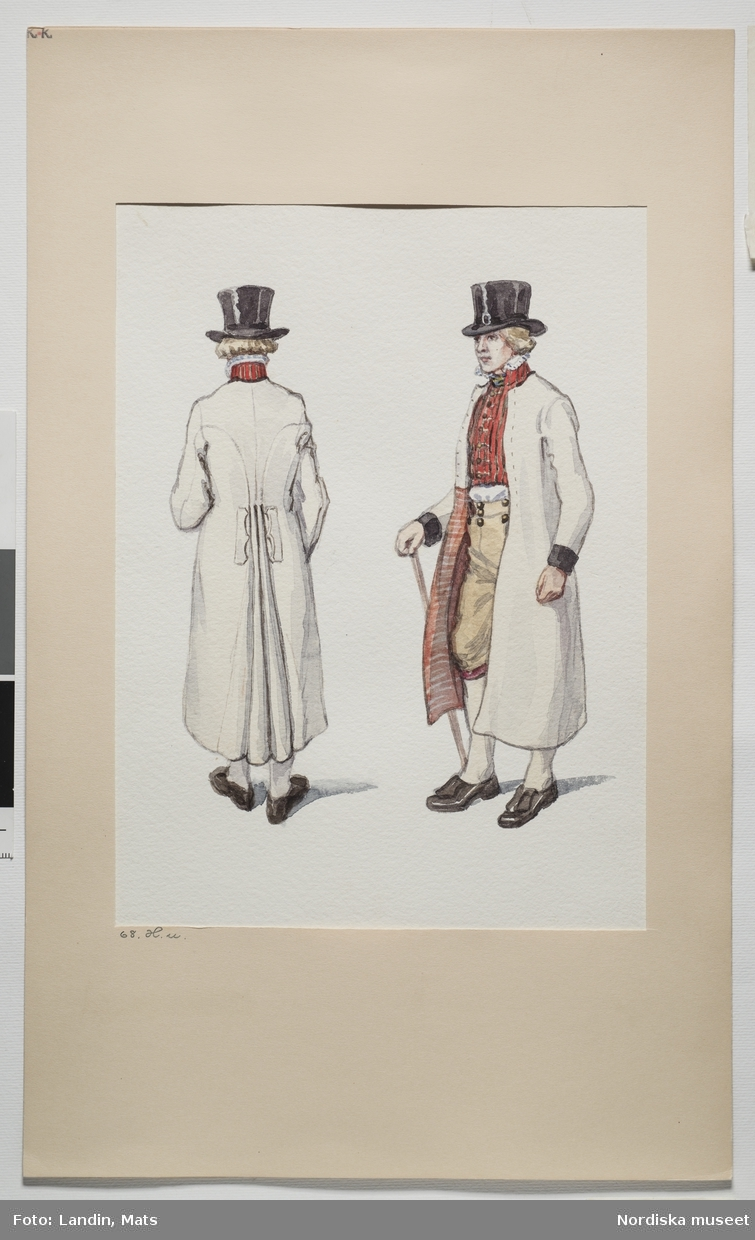
Man iförd Österåkersdräkten.

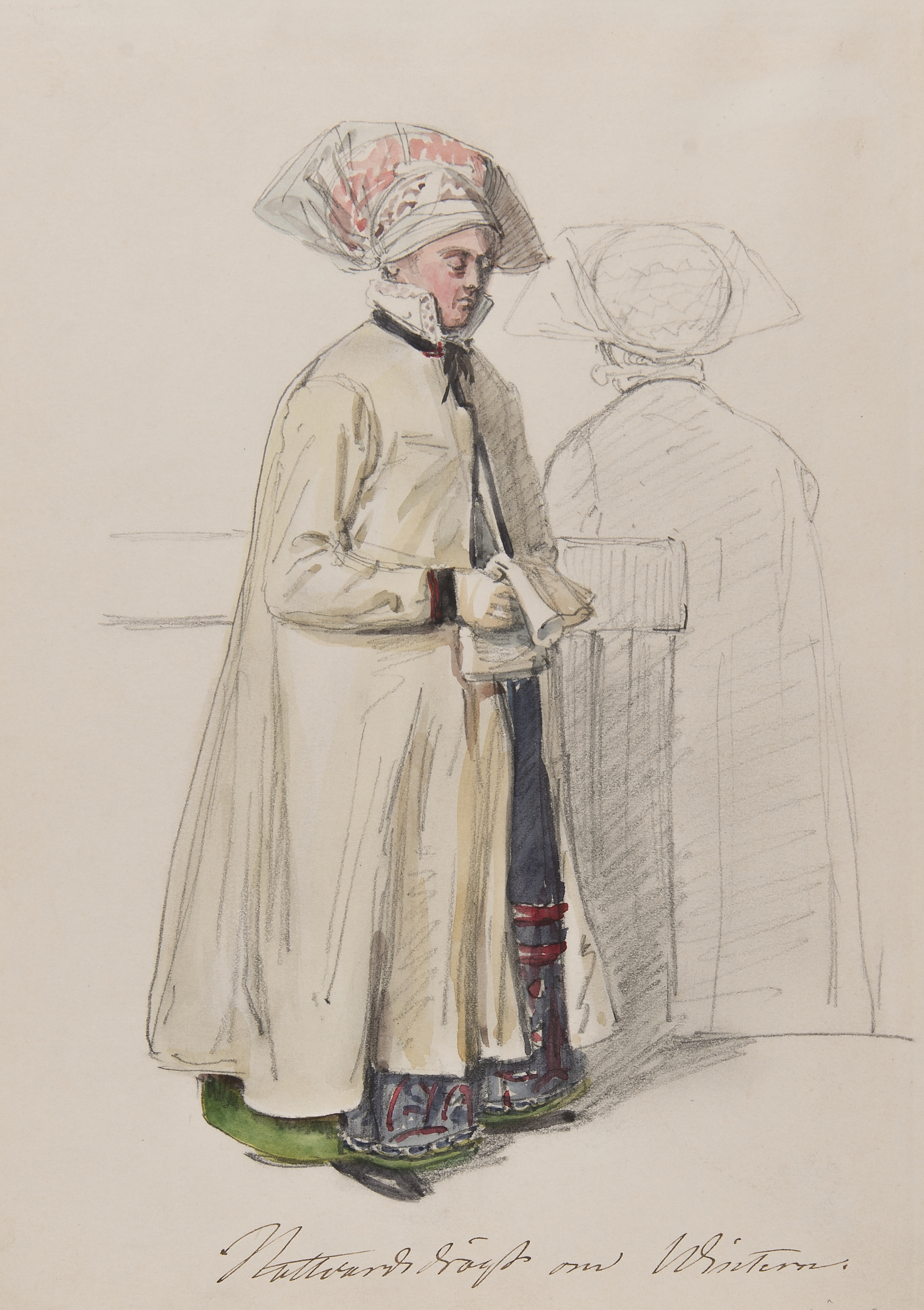
Kvinnlig Österåkerdräkt. Nattvardsdräkt om vintern. Akvarell i storformat av J.W Wallander

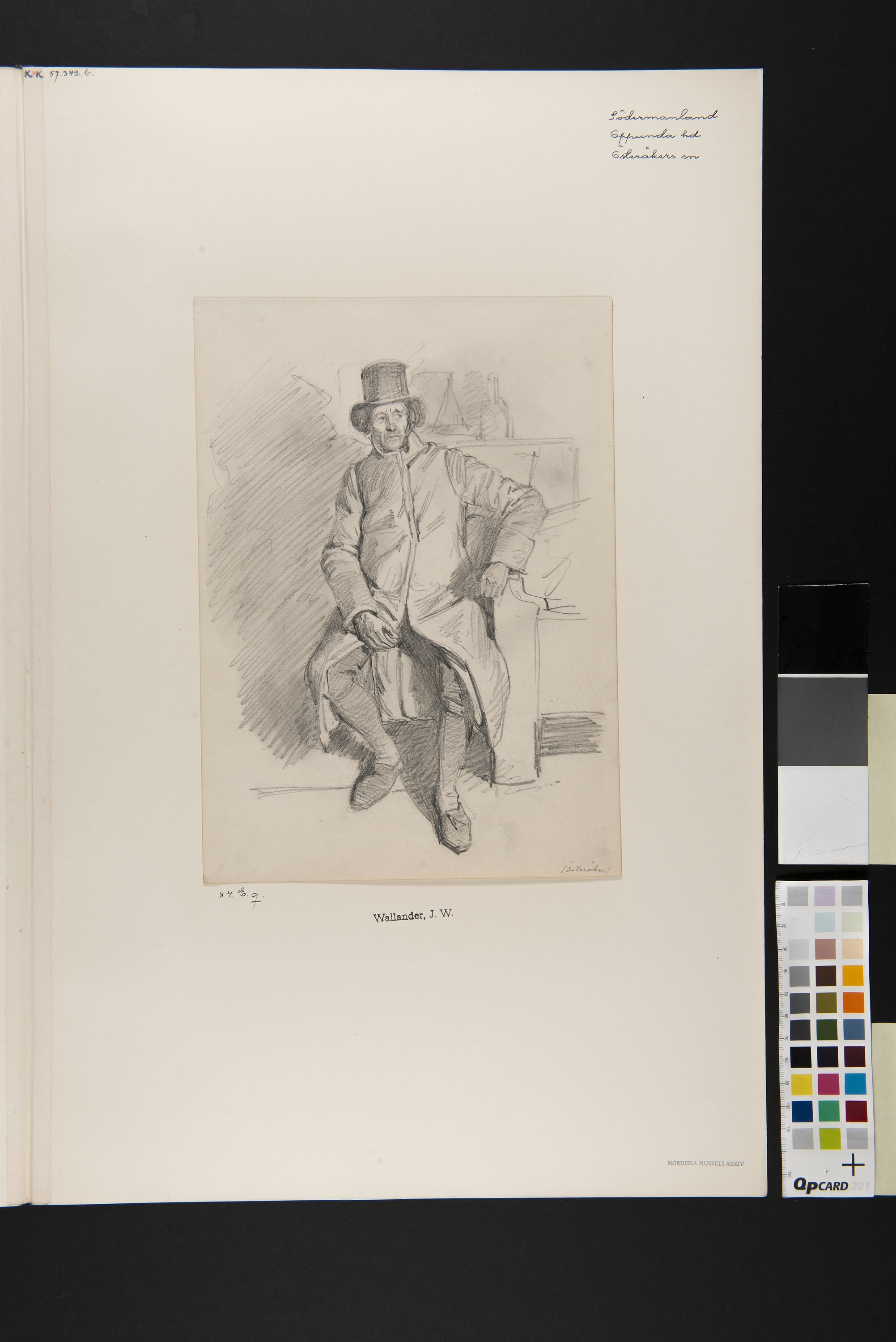
Dräkt. Man sittande med långrock. Akvarell i storformat av J.W. Wallander - Nordiska museet - NMA.0070161 (2)

Österåkersdräkten är en folkdräkt (eller bygdedräkt) från Österåkers socken, Södermanland.
I Sörmland finns två av Sveriges äldsta folkdräkter fortfarande i bruk – Vingåkersdräkten och Österåkersdräkten.

## Kvinnodräkten
Delar som ingår:
- huvudbonad
  - tylldok på spetshätta med ringar under för gift kvinna
  - ringar med band för ogift kvinna

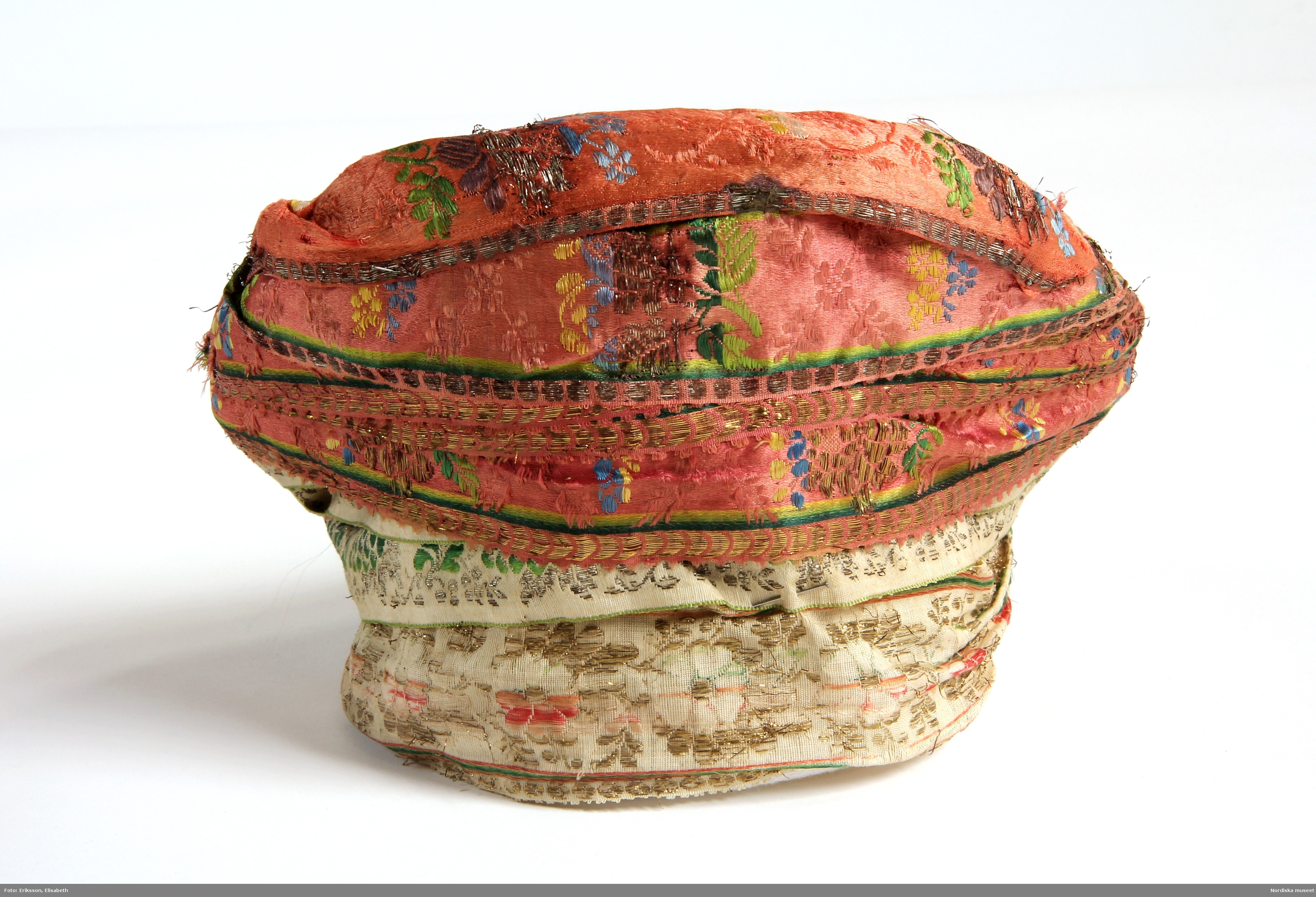
Huvudbonad av valk och band för flicka. Införskaffad av Nordiska museet 1873.

## Mansdräkten
Delar som ingår:
- Skjorta - av vit bomull. Vitsömsbroderier runt handlederna. Ståkrage och korsstygnsmonogram i rött under sprundet, mitt fram.
- Nattkappa - löskrage som läggs ovanpå skjortkragen. Är i bomull och försedd med spets.
- Halsnäsduk - av mönstervävt siden, vikt och virad två varv runt kragen. Knuten mitt fram med synliga snibbar.
- Väst - empireväst med ståkrage och mässingsknappar i dubbla rader. Av rött halvylle med gröna ränder. Ryggparti av halvblekt linne.
- knäbyxor - av sämskat renskinn
- slängkappa -  en halvcirkelformad slängkappa av svart kläde med infodringar av rött kläde vid hals- och framkant. Den bärs av både män och kvinnor och används främst vid stora högtider
- knäbälten - byxbenen avslutas under knäet med smala bälten av rött getskinn med silkesbroderier.
- strumpeband - Randiga yllestrumpeband knyts om strumpan strax under byxbenet. Banden görs i pinnbandsteknik som ger en elastisk resårliknande kvalitet som håller strumpan på plats.
- strumpor - vita stickade ullstrumpor.

## Galleri

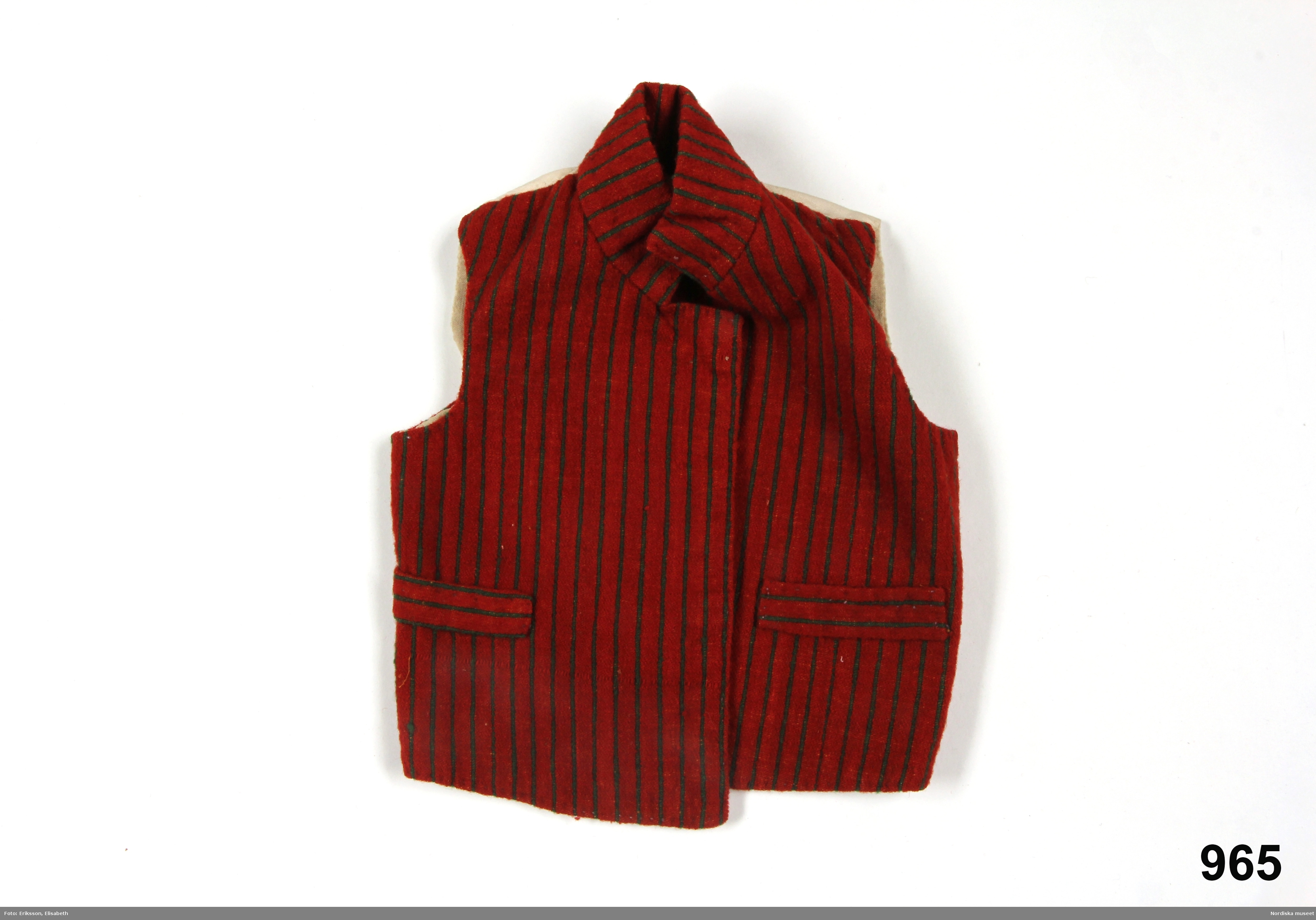
Liten pojkväst av halvylle, röd med smala gröna ränder, varp av oblekt lingarn. Österåkers socken, Oppunda härad
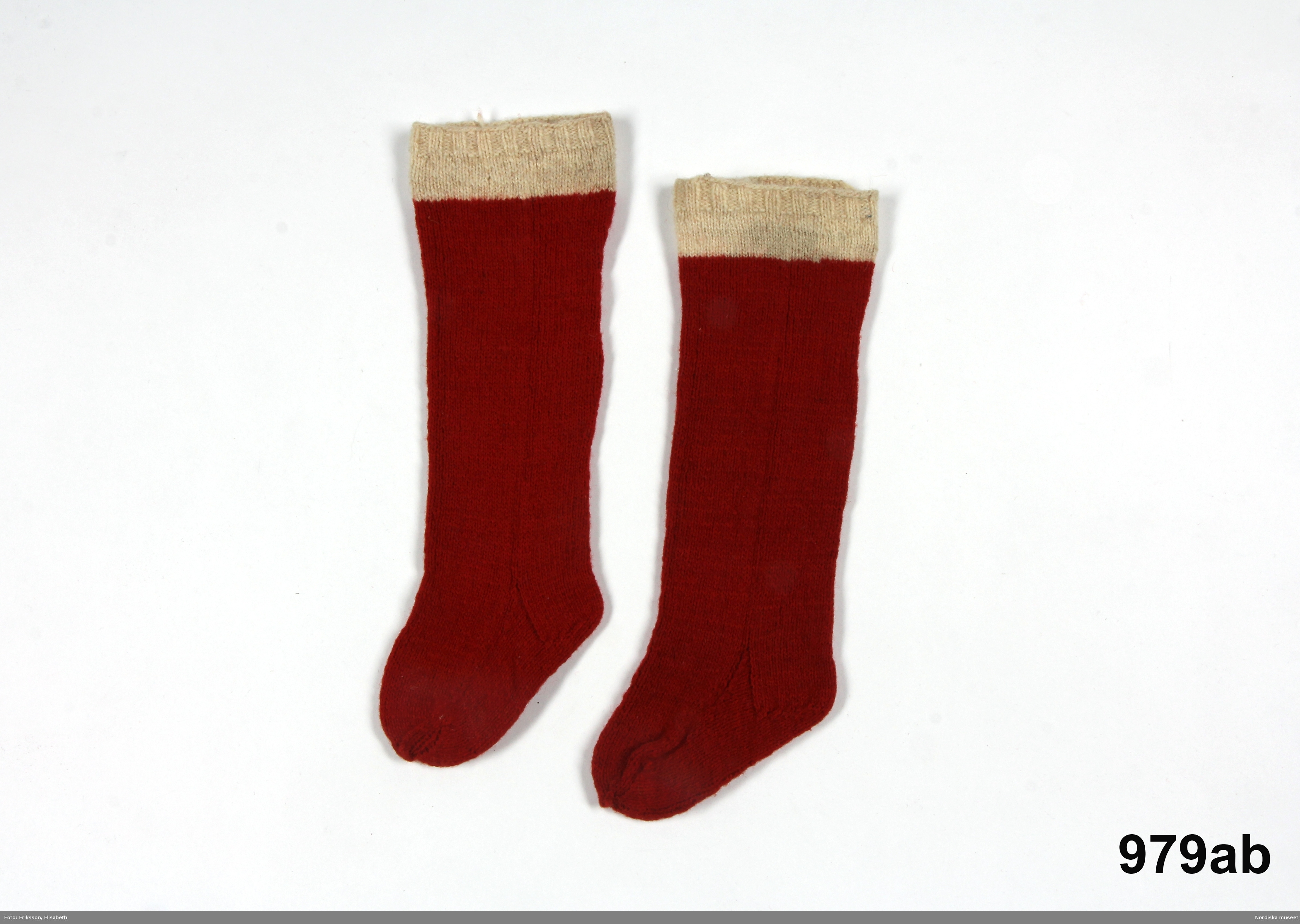
Strumpor till Österåkersdräkt för flicka.
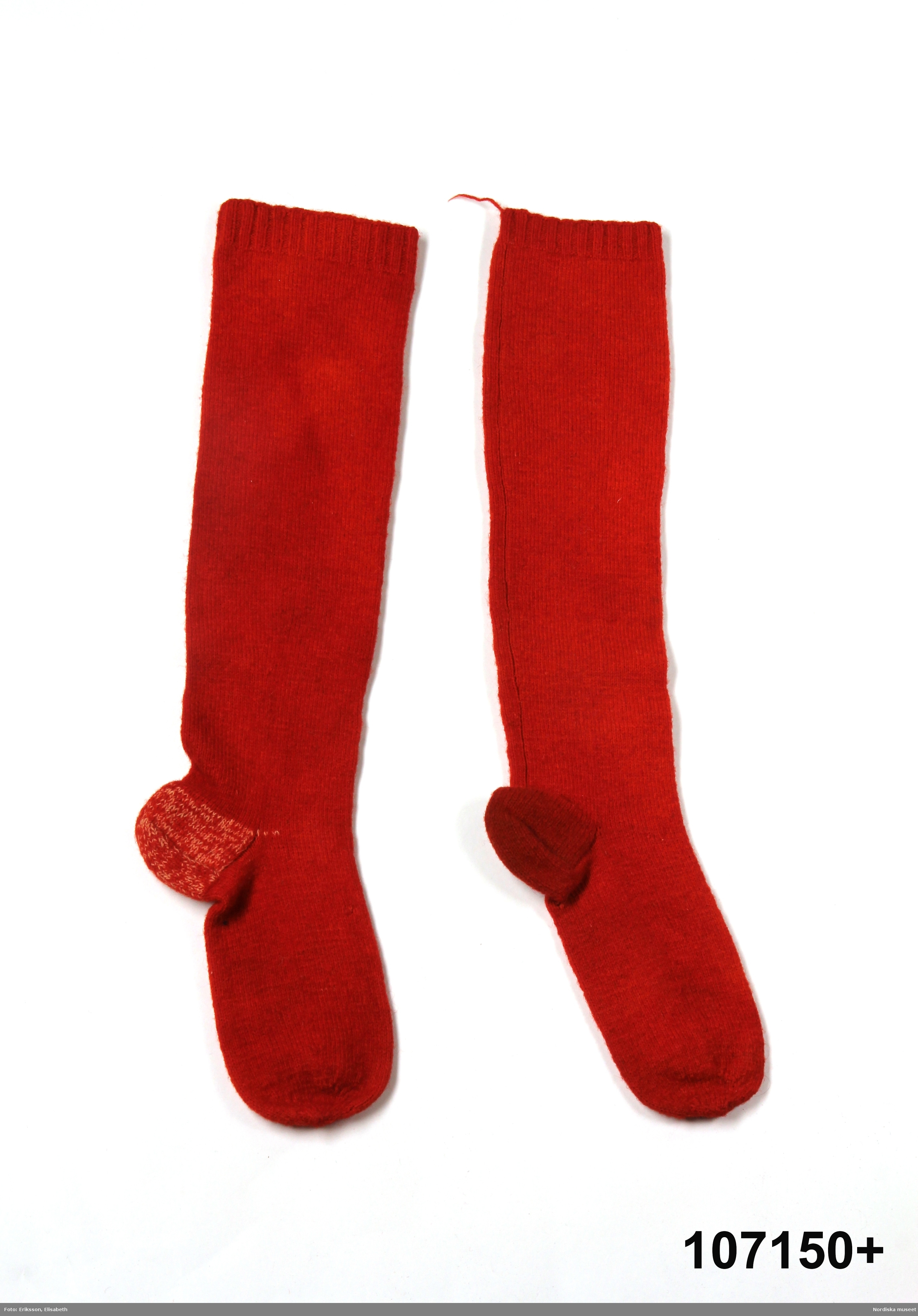
Strumpor till Österåkersdräkt. Oppunda hd Österåker Brogetorp.
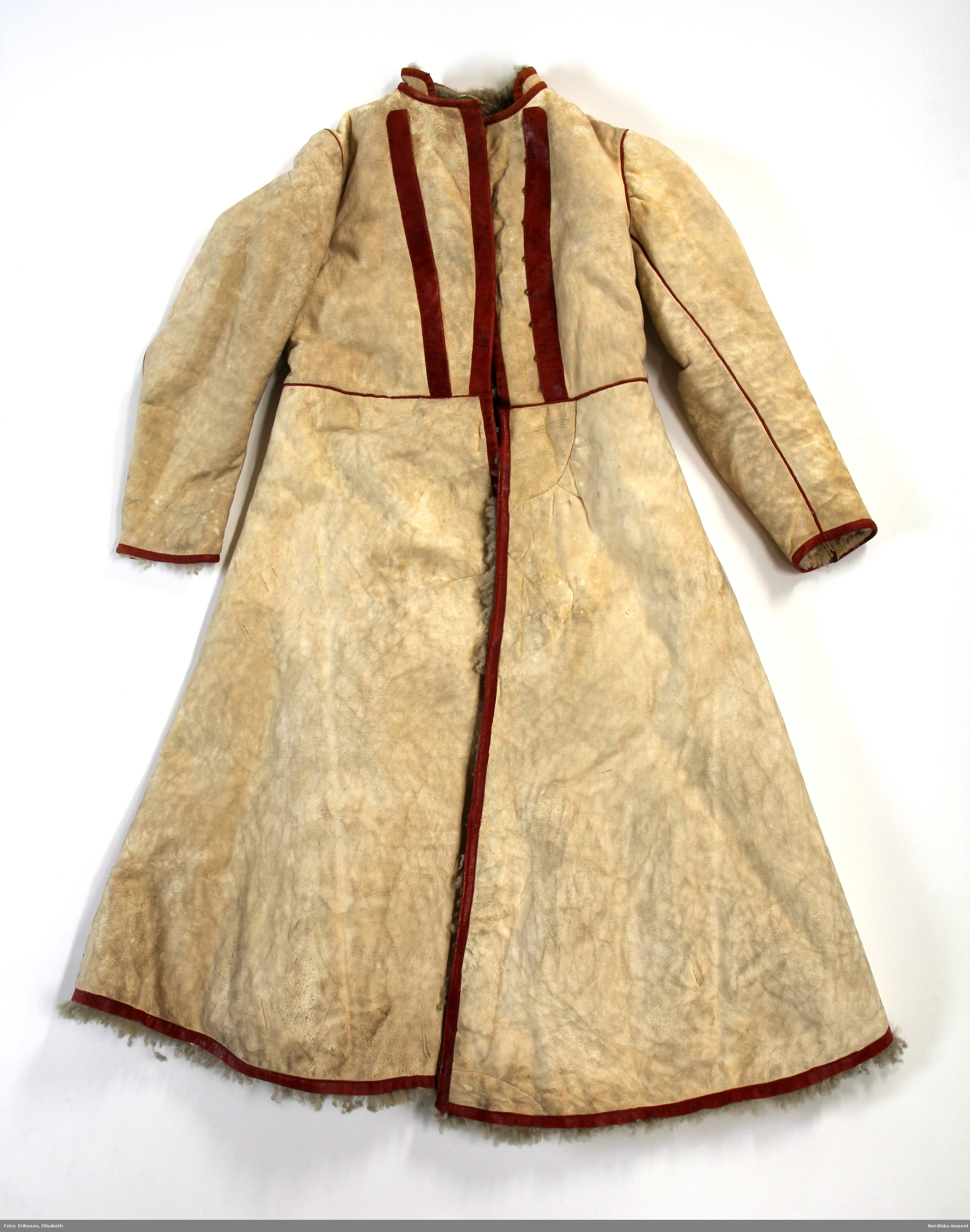
Päls från Oppunda härad.